# Birkhof (Gschwend)
Birkhof ist ein Wohnplatz der Gemeinde Gschwend im Ostalbkreis in Baden-Württemberg.

## Beschreibung
Der Weiler mit anderthalb Dutzend Hausnummern und einigen Nebengebäuden liegt in einer nicht sehr weiten Rodungsinsel aus Wiesen inmitten des Naturparks Schwäbisch-Fränkischer Wald sowie im Naturraum des Welzheimer Waldes. Er steht gut einen Kilometer südöstlich des Dorfkerns von Geschwend auf einem ostnordostwärts ziehenden Hügelrücken und ist in zwei Siedlungsgruppen geteilt, die etwa 150 Meter voneinander entfernt sind. Am Nordwestfuß des Hügelrückens entlang zieht ein etwas über einen Kilometer langer namenloser Bach nordostwärts durch den Unteren Birkhofwald zur Gschwender Rot, ein weiterer solcher an der Südseite entlang ostwärts durch den Großen Wald mündet etwas tiefer in sie. Auf der anderen Talseite des letzten liegt eine Sandgrube, in welcher der den Ort weithin umgebende Stubensandstein (Löwenstein-Formation) abgebaut wird.
Der Ort wird von der K 2353 erschlossen, die Gschwend im Nordwesten mit seinem Weiler Schlechtbach im Südosten verbindet.

## Geschichte
Erste Erwähnung findet der Ort im Jahre 1574 als „Bürckhoff“. Der Ort ging vor 1674 ein, möglicherweise im Dreißigjährigen Krieg, und wurde vor 1751 neu erbaut.
Einer Sage nach soll in Birkhof einst eine Burg gestanden haben, die dem Ort seinen Namen gab.